# Delphinium bulbilliferum
Delphinium bulbilliferum är en ranunkelväxtart som beskrevs av K. H. Rechinger. Delphinium bulbilliferum ingår i släktet storriddarsporrar, och familjen ranunkelväxter. Inga underarter finns listade i Catalogue of Life.